# Balthasar de Beaujoyeulx

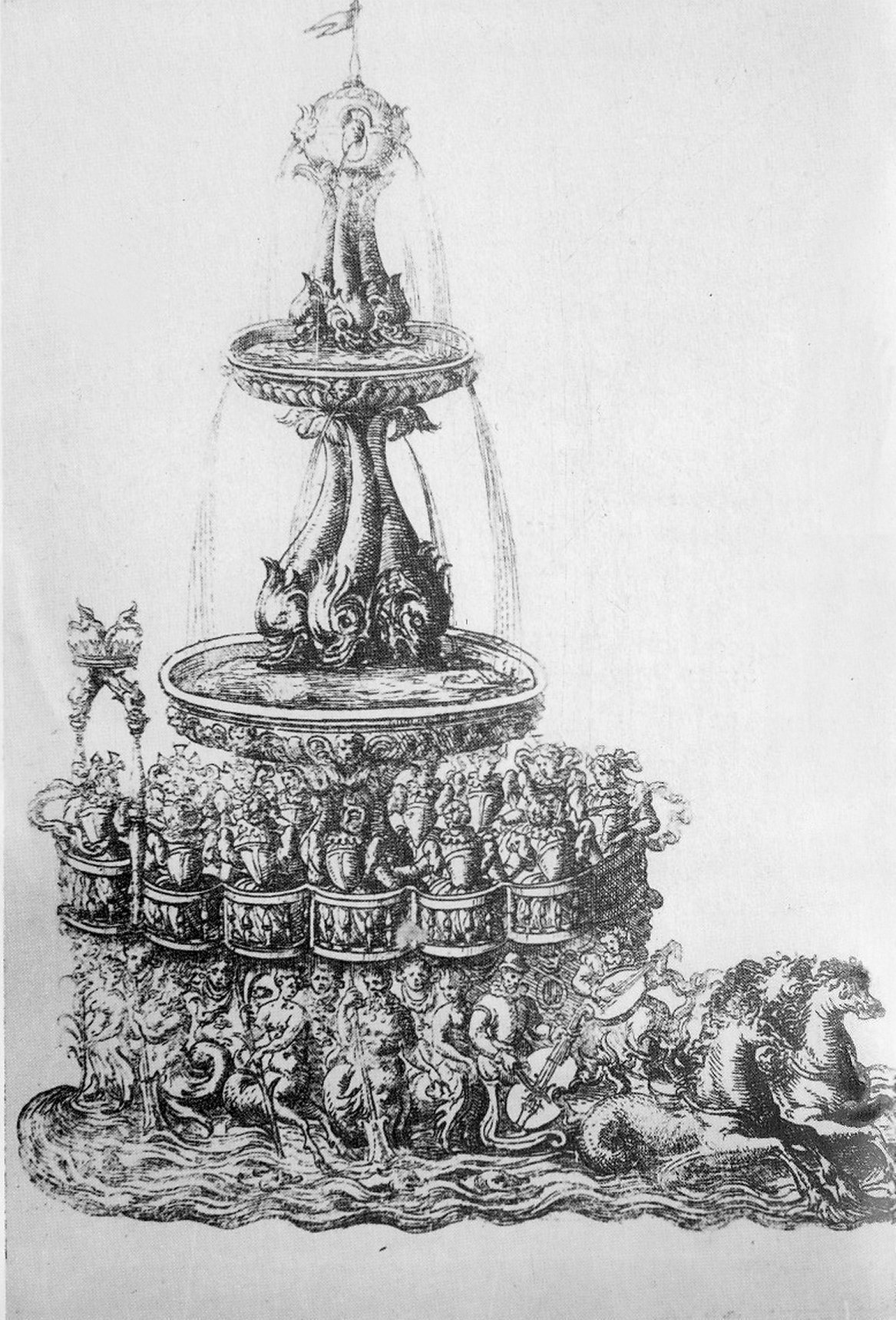
Scène uit het balletstuk

Balthasar de Beaujoyeulx (Belgioioso, ca. 1535 - Parijs, ca. 1587), ook gekend als Balthasar de Beaujoyeux en Baldassare de Belgiojoso, was een Italiaans violist, componist en choreograaf.
In 1555 verhuisde hij naar Parijs om aan het hof van Catharina de' Medici te dienen. Daar maakte hij in 1581 het Ballet comique de la reine, dat algemeen geldt als het eerste balletstuk.
- Biblioteca Nacional de España: XX1560006
- Bibliothèque nationale de France: cb12093576n (data)
- International Standard Name Identifier: 0000 0001 0804 6933
- Library of Congress Control Number: n81126818
- Nationale Bibliotheek van Israël: 987007258207205171
- Nederlandse Thesaurus van Auteursnamen: 07246321X
- Istituto Centrale per il Catalogo Unico: SBLV215122
- LIBRIS: 207628
- Système universitaire de documentation: 029273900
- Virtual International Authority File: 110857058
- WorldCat: E39PBJyx9MwbTDWKPcCbgC3fbd